# Dolichopus litorellus
Dolichopus litorellus är en tvåvingeart som beskrevs av Zetterstedt 1852. Dolichopus litorellus ingår i släktet Dolichopus och familjen styltflugor. Arten är reproducerande i Sverige. Inga underarter finns listade i Catalogue of Life.